# Товариство з додатковою відповідальністю
Товари́ство з додатко́вою відповіда́льністю (скорочено «ТДВ» або «ТзДВ»)  — господарське товариство, засноване однією або кількома особами, статутний капітал якого поділений на частки, розмір яких визначений статутом.
На відміну від товариств з обмеженою відповідальністю, учасники товариства з додатковою відповідальністю несуть відповідальність також і власним майном у разі неплатоспроможності товариства.

## Правовий статус
Правове регулювання діяльності товариств з додатковою відповідальністю відповідає такому як і у товариств з обмеженою відповідальністю, якщо інше не встановлене законом та статутом товариства.

## Відповідальністьучасників
Учасники товариства з додатковою відповідальністю відповідають за його боргами своїми внесками до статутного (складеного) капіталу, а при недостатності цих сум додатково належним їм майном в однаковому для всіх учасників кратному розмірі до внеску кожного учасника. Граничний розмір відповідальності учасників передбачається в установчих документах.
Таким чином, у випадку неплатоспроможності товариства з додатковою відповідальністю, учасники товариства не лише втрачають свої внески, внесені ними до статутного капіталу, але також із них може бути стягнута певна сума для покриття збитків товариства. Граничний розмір додаткової відповідальності учасників встановлюється у статутних документах.

## Поширення
Популярність товариств з додатковою відповідальністю пов'язується із можливістю заснування товариств з обмеженою відповідальністю. Так, в разі недостатності коштів та майна у засновників для заснування ТОВ, вони можуть ухвалити рішення про заснування товариства з додатковою відповідальністю, гарантувавши інтереси кредиторів своїм власним майном (фактично діє за принципом немайнової поруки).
На сьогоднішній день вимоги щодо мінімального граничного розміру статутного капіталу товариства з обмеженою відповідальністю в Україні не встановлені. За таких обставин заснування товариства з додатковою відповідальністю не набуває доречності.
В Україні товариства з додатковою відповідальністю не є поширеними. 
Ця форма господарського товариства може використовуватися ще й в тому випадку, коли законом установлено заборону на здійснення певних видів діяльності товариством з обмеженою відповідальністю. Так, виключно в формі товариства з додатковою відповідальністю функціонують довірчі товариства.